# Heavymetalowy umlaut
Heavymetalowy umlaut (żartobliwie röck döt) – dodawany do nazw zespołów heavymetalowych znak przegłosu (umlaut), graficznie zapisywany w postaci dwóch kropek nad samogłoską.
Przykładami grup używających w nazwach heavymetalowych umlautów są Motörhead, Blue Öyster Cult, Hüsker Dü, Mägo de Oz, Queensrÿche, Green Jellÿ (pierwotnie Green Jellö, tytuł pierwszej płyty: Triple Live Möther Gööse at Budokan) czy Mötley Crüe.
Użycie kropek i innych znaków diakrytycznych w nazwach zespołów nie oznacza zmiany wymowy tak oznaczonych samogłosek, jest to zabieg wyłącznie graficzny. Według Reebee Garofalo umlaut budzić ma skojarzenia z dziedzictwem kultury germańskiej i odwoływać się do stereotypów „gotyckiego horroru”, siły i potęgi, przypisywanej tradycyjnie takim ludom jak wikingowie.
Dodawanie znaków diakrytycznych do nazw zespołów obecnie występuje również poza muzyką heavymetalową. Przykładem jest pisownia nazw zespołów Ztvörki lub Püdelsi. Amerykański zespół Green Jellÿ literą ÿ zastąpił literę o, w wyniku procesu o naruszenie praw do znaku towarowego Green Jello wytoczonego zespołowi przez koncern Kraft Foods Group.